# Новогреблівська сільська рада
Новогре́блівська сільська́ ра́да — адміністративно-територіальна одиниця та орган місцевого самоврядування в Волочиському районі Хмельницької області. Адміністративний центр — село Нова Гребля.

## Загальні відомості
Новогреблівська сільська рада утворена в 1994 році.
- Територія ради: 13,27 км²
- Населення ради: 531 особа (станом на 2001 рік)
- Територією ради протікає річка Случ

## Населені пункти
Сільській раді підпорядковані населені пункти:
- с. Нова Гребля
- с. Іванівка

## Склад ради
Рада складається з 12 депутатів та голови.
- Голова ради: Кожелюк Василь Миколайович
- Секретар ради: Кільбович Світлана Іванівна

### Керівний склад попередніх скликань
| Прізвище, ім'я, по батькові       | Основні відомості                                                               | Дата обрання | Дата звільнення |
| --------------------------------- | ------------------------------------------------------------------------------- | ------------ | --------------- |
| Пачковський Володимир Генадійович | Сільський голова, 1961 року народження, член Народної партії                    | 26.03.2006   | 31.10.2010      |
| Пачковський Геннадій Анатолійович | Сільський голова, 1960 року народження, освіта вища, безпартійний               | 31.10.2010   | 11.12.2011      |
| Кожелюк Василь Миколайович        | Сільський голова, 1969 року народження, освіта середня спеціальна, безпартійний | 11.12.2011   |                 |

Примітка: таблиця складена за даними сайту Верховної Ради України

### Депутати
За результатами місцевих виборів 2010 року депутатами ради стали:

#### За суб'єктами висування
| Суб'єкт висування | Кількість обраних депутатів | %    |
| ----------------- | --------------------------- | ---- |
| Самовисування     | 11                          | 91,7 |
| Народна партія    | 1                           | 8,3  |

#### За округами
| № округу       | Прізвище, ім'я, по батькові    | Дата визнання обраним | Освіта             | Партійна приналежність | Відомості про обраного депутата                        |
| -------------- | ------------------------------ | --------------------- | ------------------ | ---------------------- | ------------------------------------------------------ |
| Народна Партія |                                |                       |                    |                        |                                                        |
| 7              | Кільбович Світлана Іванівна    | 02.11.2010            | середня спеціальна | позапартійна           | Новогреблівська сільська рада, секретар                |
| Самовисування  |                                |                       |                    |                        |                                                        |
| 1              | Нищун Надія Миколаївна         | 02.11.2010            | середня спеціальна | позапартійна           | Богданівська загальноосвітня школа І-ІІІ ст., вчитель  |
| 2              | Суха Мілана Павлівна           | 02.11.2010            | середня спеціальна | позапартійна           | Новогреблівський ФП, завідувачка ФПом                  |
| 3              | Палій Марія Петрівна           | 02.11.2010            | середня спеціальна | позапартійна           | КП «Купільське», продавець                             |
| 4              | Стефанків Ольга Василівна      | 02.11.2010            | вища               | позапартійна           | Чухелівська загальноосвітня школа І-ІІ ст., вчитель    |
| 5              | Вальчук Таїсія Володимирівна   | 02.11.2010            | середня спеціальна | позапартійна           | тимчасово не працює                                    |
| 6              | Баранова Тетяна Миколаївна     | 02.11.2010            | середня спеціальна | позапартійна           | Новогреблівська бібліотека, завідувачка бібліотекою    |
| 8              | Солоненко Микола Леонідович    | 02.11.2010            | середня спеціальна | позапартійний          | ТОВ СВК «Ранок», тракторист                            |
| 9              | Мацідон Наталія Василівна      | 02.11.2010            | середня спеціальна | позапартійна           | Базалійський будинок престарілих, санітар              |
| 10             | Столярчук Валентина Василівна  | 02.11.2010            | середня спеціальна | позапартійна           | Базалійський будинок престарілих, медсестра            |
| 11             | Столярчук Василь Васильович    | 02.11.2010            | середня            | позапартійний          | пенсіонер                                              |
| 12             | Тихонов Анатолій Олександрович | 02.11.2010            | середня спеціальна | позапартійний          | Управління Держкомзему у Волочиському р-ні, спеціаліст |